# باد برترایش
باد برترایش (به آلمانی: Bad Bertrich) یک منطقهٔ مسکونی در آلمان است که در کوخم-تسل واقع شده‌است. باد برترایش ۹۴۵ نفر جمعیت دارد.